# 髙田唯
髙田 唯（たかだ ゆい、1980年 - ）は、日本のアートディレクター、グラフィックデザイナー。2006年にAllright Graphicsを設立。東京造形大学准教授。

## 来歴
1980年生まれ。2003年桑沢デザイン研究所卒業。good design companyを経て、2006年、グラフィックデザイナーである父、高田修地が心筋梗塞で倒れたことをきっかけに姉の髙田舞と共にデザイン事務所 Allright Graphicsを設立。2007年、活版印刷所・オールライト工房（現・Allright Printing）を設立。同年PAPIER LABO.（パピエラボ）にディレクターとして参加。2017年、Allright Printingの活版印刷職人でミュージシャンの東郷清丸を中心に音楽レーベル Allright Musicを設立。

## 受賞歴
- JAGDA新人賞（2011年）[3]
- 日本パッケージデザイン大賞 金賞（2015年）[4]
- 第23回桑沢賞（2015年）[5]
- 東京ADC賞（2019年）[6]
- 東京TDC賞（2019年）[7]

## 主な仕事
- 「FESTIVAL/TOKYO」ロゴ（2019年）[1]
- 「東京造形大学 大学案内」（2016年、2018年）[2][8]
- 「FOR STOCKISTS EXHIBITION」告知ポスター[3]
- 「髙田唯　北京展」ジェネラルグラフィック[6]
- 「Graphic Design in Japan 2017」ブックデザイン（2017年）[9]
- 「紙と活版印刷とデザインのこと」ブックデザイン[3]
- 「印刷のいろは展」告知チラシ[3]
- 「劇団BOOGIE★WOOGIE」公演チラシ[3]
- 「cururu」ロゴ[3]
- 「桑沢デザイン研究所 学校案内」[3]

## 関連書誌
- アイデア No.384 髙田唯 形と態度（誠文堂新光社、2018年12月）[10]
- 紙と活版印刷とデザインのこと（ピエブックス、2010年6月 ISBN 978-4894448568）[11]